# Primo Meozzi
Primo Ciro Meozzi (Trieste, 1º gennaio 1928 – Udine, 28 gennaio 1971) è stato un hockeista su prato italiano, di ruolo ala.

## Carriera
Nato nel 1928 a Trieste, a 24 anni partecipò ai Giochi olimpici di Helsinki 1952, giocando solo una delle due sfide perse dalla nazionale guidata da Bruno Gennaro, il 2-0 con l'Austria nei quarti per i piazzamenti dal nono al 12º posto, arrivando 11º. Prima gli azzurri erano stati sconfitti per 5-0 contro la Francia nel turno preliminare.
A livello di club militava nell'Hockey Club Trieste, con cui fu campione italiano nel 1948.
Morì nel 1971, a soli 43 anni.

## Palmarès
- Campionato italiano: 1

Trieste: 1948